# The Emancipation of Mimi
The Emancipation of Mimi è il decimo album in studio della cantautrice statunitense Mariah Carey, pubblicato il 1º aprile 2005 dalla Island Records.
Il progetto figura al suo interno i singoli It's like That e We Belong Together, quest'ultimo acclamato «canzone del decennio» da Billboard e vincitore dei Grammy Award alla miglior canzone R&B e alla miglior interpretazione R&B. L'album ha ottenuto otto candidature ai Grammy Awards 2006, tra cui quella per l'album dell'anno, vincendo nella categoria al miglior album contemporary R&B. Il progetto è considerato tra le migliori espressioni musicali del genere R&B e figura nella lista relativa ai 500 migliori album secondo Rolling Stone. L'album ha venduto oltre 13 milioni di copie in tutto il mondo.

## Descrizione
L'album ha segnato il ritorno al successo della cantautrice che tanto aveva venduto negli anni novanta, dopo le non esaltanti vendite dei due precedenti album Glitter e Charmbracelet che avevano venduto nel mondo, rispettivamente, tre e quattro milioni di copie. All'album hanno collaborato diversi produttori, tra i quali The Neptunes, Kanye West e Jermaine Dupri.
Il 15 novembre 2005 è uscita una riedizione dell'album, denominata Ultra Platinum Edition e contenente quattro bonus track, tra cui il singolo inedito Don't Forget About Us.
The Emancipation of Mimi è stato definito come un album pop, dance pop, R&B e hip hop, con influenze soul.

## Accoglienza
| Recensione           | Giudizio |
| -------------------- | -------- |
| AllMusic             |          |
| Entertainment Weekly | B        |
| Rolling Stone        |          |
| The Guardian         |          |
| USA Today            |          |

The Emancipation of Mimi ha ricevuto recensioni prevalentemente positive, ottenendo su Metacritic un punteggio di 64 su 100 basato su sedici recensioni. Stephen Thomas Erlewine di AllMusic descrive l'album come «un pezzo di dance pop altamente artigianale», non «orecchiabile come avrebbe dovuto essere», ma comunque «liscio e ascoltabile». Caroline Sullivan di The Guardian lo descrive come «fresco, concentrato e urban». Tom Sinclair di Entertainment Weekly ritiene che quasi tutte le canzoni «mettono in mostra l'innegabile potenza vocale di Carey». Nel 2020 la rivista Rolling Stone ha inserito The Emancipation of Mimi tra i 500 migliori album R&B di tutti i tempi alla posizione 389, pur avendolo recensito tiepidamente ai tempi della sua pubblicazione.

## Tracce
1. It's like That – 3:23 (Mariah Carey, Jermaine Dupri, Manuel Seal, Johnta Austin)
2. We Belong Together – 3:21 (Mariah Carey, Jermaine Dupri, Manuel Seal, Johnta Austin, Darnell Bristol, Kenneth Edmonds, Sidney DeWayne, Bryan-Michael Cox, Bobby Womack, Patrick Moten, Sandra Sully)
3. Shake It Off – 3:52 (Mariah Carey, Jermaine Dupri, Manuel Seal, Johnta Austin)
4. Mine Again – 4:01 (Mariah Carey, James Poyser)
5. Say Somethin' (feat. Snoop Dogg) – 3:44 (Mariah Carey, Pharrell Williams, Chad Hugo, Calvin Broadus)
6. Stay the Night – 3:57 (Mariah Carey, Kanye West, Thom Bell, Linda Creed)
7. Get Your Number – 3:15 (Mariah Carey, Jermaine Dupri, James Phillips, Bryan-Michael Cox, Johnta Austin, Leslie John, Ashley Ingram, Steve Jolley, Tony Swain)
8. One and Only (feat. Twista) – 3:14 (Mariah Carey, Samuel Lindley, Carl Mitchell)
9. Circles – 3:30 (Mariah Carey, James Wright)
10. Your Girl – 2:46 (Mariah Carey, Mark Shemer)
11. I Wish You Knew – 3:34 (Mariah Carey, James Wright)
12. To the Floor (feat. Nelly) – 3:27 (Mariah Carey, Pharrell Williams, Chad Hugo, Cornell Haynes)
13. Joy Ride – 4:03 (Mariah Carey, Jeffery Grier, Eric Cire)
14. Fly like a Bird – 3:52 (Mariah Carey, James Wright)

Tracce bonus nella Ultra Platinum Edition
1. Don't Forget About Us – 3:53 (Mariah Carey, Jermaine Dupri, Johnta Austin)
2. Makin' It Last All Night (What It Do) (feat. Jermaine Dupri) – 3:52 (Mariah Carey, Jarod Alston, Johnta Austin, Bryan-Michael Cox)
3. So Lonely (One & Only Part II) (feat. Twista) – 3:53 (Mariah Carey, Rodney Jerkins, Makeba Riddick, Adonis Shropshire, Carl Mitchell)
4. We Belong Together (Remix feat. Jadakiss & Styles P) – 4:25 (Mariah Carey, Jermaine Dupri, Manuel Seal, Johnta Austin, Darnell Bristol, Kenneth Edmonds, Sidney DeWayne, Bryan-Michael Cox, Bobby Womack, Patrick Moten, Sandra Sully)

## Successo commerciale
The Emancipation of Mimi è stato il secondo album più venduto al mondo nel 2005, secondo quanto riportato dalla IFPI, con ben 7.700.000 copie vendute, superato solo da X&Y dei Coldplay (8.000.000 copie).
The Emancipation of Mimi è entrato direttamente al primo posto nella Billboard 200 con una vendita pari a 404 000 copie, diventando l'album con più copie vendute nel corso della prima settimana dell'intera carriera della cantante sino all'uscita di E=MC² nel 2008 che venderà oltre 463 000 copie.
The Emancipation of Mimi con l'annessa riedizione, è risultato essere il più venduto dell'anno con oltre 4 866 000 copie vendute, superando di sole 32 000 copie l'album The Massacre del rapper 50 Cent, pur essendo uscito due mesi prima. Sino ad agosto 2010, secondo i dati raccolti da Nielsen SoundScan, The Emancipation of Mimi ha venduto oltre 5 940 000 copie. The Emancipation of Mimi è stato certificato 7 volte disco di platino dalla RIAA per le oltre 7 milioni di copie vendute negli USA .

## Classifiche

### Edizione standard
| Classifica (2005) | Posizione massima |
| ----------------- | ----------------- |
| Australia         | 6                 |
| Austria           | 19                |
| Belgio (Fiandre)  | 31                |
| Belgio (Vallonia) | 26                |
| Canada            | 2                 |
| Danimarca         | 2                 |
| Francia           | 4                 |
| Germania          | 14                |
| Giappone          | 2                 |
| Irlanda           | 18                |
| Italia            | 15                |
| Nuova Zelanda     | 12                |
| Paesi Bassi       | 8                 |
| Portogallo        | 25                |
| Regno Unito       | 7                 |
| Spagna            | 15                |
| Stati Uniti       | 1                 |
| Svezia            | 32                |
| Svizzera          | 9                 |

### Ultra Platinum Edition
| Classifica (2005) | Posizione massima |
| ----------------- | ----------------- |
| Irlanda           | 43                |
| Stati Uniti       | 4                 |

## Riconoscimenti
- American Music Award
  - 2005 – Candidatura al miglior album Pop/Rock
  - 2005 – Candidatura al miglior album Soul/R&B
- Billboard Music Award
  - 2005 – Miglior album R&B/Hip-Hop
- Grammy Award
  - 2006 – Miglior album contemporary R&B
  - 2006 – Candidatura all'album dell'anno
- NAACP Image Award
  - 2006 – Miglior album
- Soul Train Music Award
  - 2006 – Miglior album Soul/R&B femminile